# Ana Bertha Roskamp
Ana Bertha Roskamp (antiguo Reino de Sajonia, 17 de enero de 1868 – Curitiba, 1947) fue una empresaria alemana, naturalizada brasileña.
Ana Bertha es considerada la primera comerciante de Curitiba, y una empresaria pionera en explorar un ramo de actividades inexistente en la capital paranaense, en los últimos años del siglo XIX e inicios del siglo XX.

## Biografía
Ana Bertha Kühler nació el día viernes 17 de enero de 1868, en el antiguo Reino de Sajonia, región que en 1866 se había perdido en la guerra austro-prusiana, siendo incorporada a la Confederación de Alemania del Norte, y en 1871 conformó uno de los Estados del Imperio Alemán. Seguramente, la creciente inestabilidad política de la región, haya sido la razón para que la familia Kühler emigrado al Brasil, seis meses después del nacimiento de Ana Bertha.
Esta familia llegó al Brasil a finales del año de 1868, yendo a vivir a la ciudad litoraleña de Antonina. Y fue en esa ciudad donde Ana se casó con el comerciante Emanuel Henrich Roskamp y terminada la luna de miel, la pareja se mudó a la ciudad de Curitiba. 
Emanuel Roskamp y su esposa, Ana Bertha Roskamp, se establecieron fijando residencia en la región central de la ciudad y tan pronto como llegaron, Emanuel estableció una carnicería en la "Rua Riachuelo", próximo a la fundición de Gottlieb Mueller, y al lado de la "Fuente de Chafariz do Nogueira" (hoy esa tienda se localiza donde se halla la Plaza 19 de diciembre) para el sustento de la familia.
Ana notó que las curitibanas tenían enormes dificultades para adquirir artículos finos, que en ese momento eran todos importados, según las necesidades para cada cliente, por lo que los productos eran sumamente caros y con largas esperas para su entrega. No se demoró mucho para que Ana solicitase una ayuda de sus amigos importadores de la ciudad de Antonina (que en el Brasil Imperial fue uno de los mayores puertos brasileños) para importar y a su vez constituir un stock de productos importados de los países europeos y de los EE. UU. Así fue, con espíritu emprendedor y observando las oportunidades que la ciudad le ofrecía, que Ana abrió, en otra puerta al lado del despacho de su marido, un almacén de secos y húmedos y que tuviese, con muy pronta entrega, artículos de lujo y diversas otras novedades para los curitibanos. Esto comenzó en el año de 1888 cuando nació la Casa Roskamp (establecimiento que fue parte del crecimiento y de la historia de Curitiba).
La tienda de Ana Roskamp pronto se convirtió en una referencia para Curitiba, por la comodidad de la entrega y precio bajos. Pocos años después de la apertura del comercio, Ana perdió a Emanuel, y con su muerte precoz de su marido, optó por cerrar la carnicería y dar continuidad a su negocio.
No demoró mucho, tras el deceso de Emanuel, para que Ana enfrentase nuevos desafíos, cuando optó por importar máquinas para bordar y plisar, y también poder confeccionar canastillas, algo inédito en la Curitiba de inicios del siglo XX. Así, comercializando artículos importados y vendiendo además productos de fabricación propia, Ana Bertha vio el crecimiento imparable de su tienda, y en ese sentido necesitó de un espacio mayor, entonces el comercio se trasladó a un edificio nuevo en la recientemente renombrada Rua XV de noviembre (antigua Rua de la Emperatriz). 
Allí, en esa nueva dirección, Ana pasó los años administrando y vendiendo, contribuyendo socialmente para la pacata y pequeña capital paranaense, en la medida en que el número de empleados de la tienda creció, siendo así contratados nuevos vendedores, también de prestadores de pequeños servicios y costureras para las diversas máquinas. 
Con el casamiento de los hijos, Ana resolvió dedicarse un poco más al crecimiento de la familia,  y así entregó la administración de la "Casa Roskamp" a los hijos hombres, y ellos mismos, al recibir el fondo de comercio, cambiaron su nombre a “Hermanos Roskamp” sin alterar en nada los servicios prestados.
Ana Bertha Roskamp falleció en 1947, a los 79 años de edad.

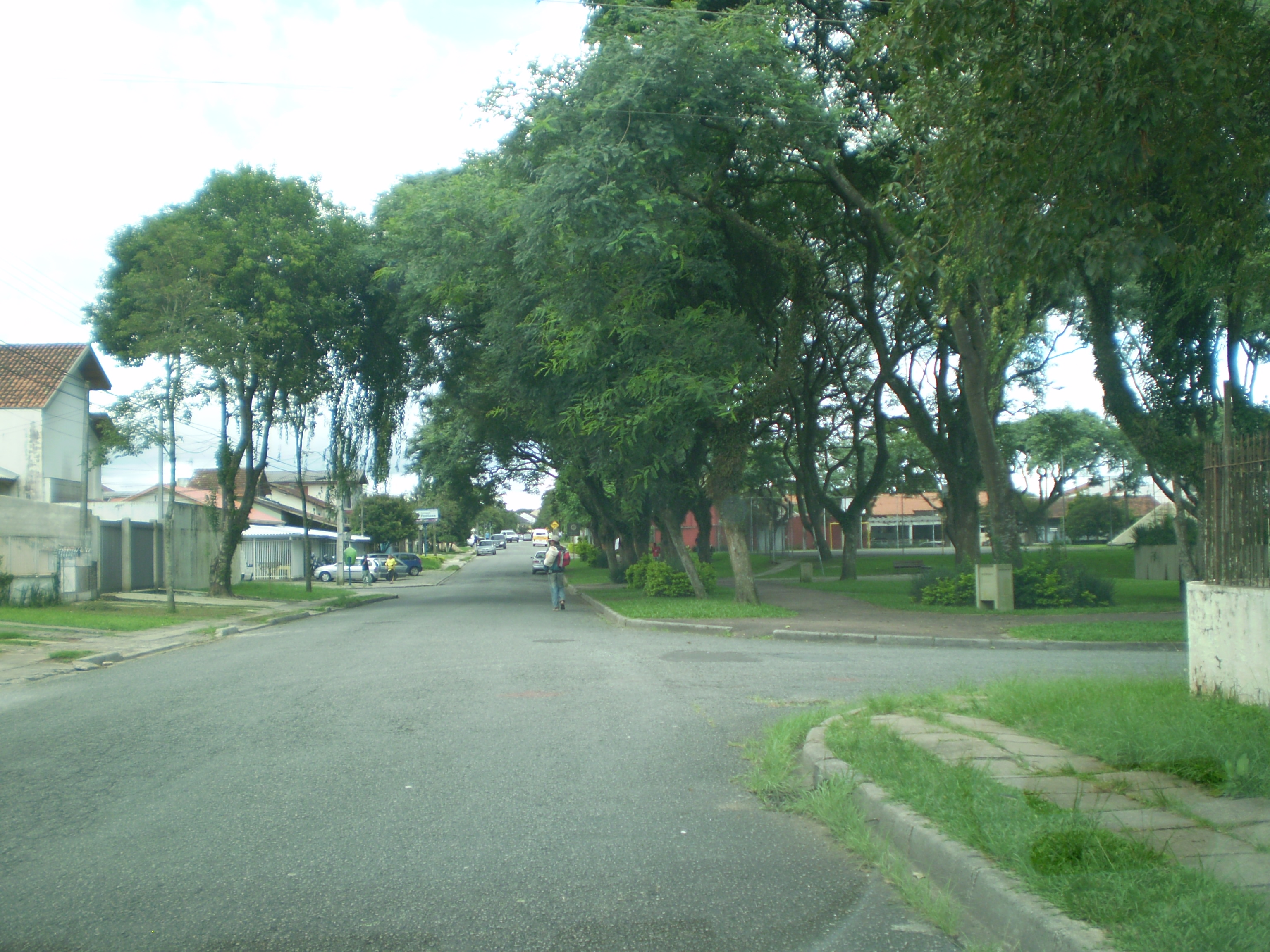
La rua Roskamp, en Curitiba

## Honores

### Epónimos
En 1956, a nueve años de su deceso, Ana fue homenajeada por el Municipio de Curitiba, poniendo su nombre para identificar una de las avenídas de la ciudad. La Rua Ana Berta Roskamp, actualmente, es parte del Barrio Jardín de las Américas.